# Макки, Тивайн
Тивайн Макки (англ. Tywain McKee; род. 7 марта 1986, Филадельфия, штат Пенсильвания, США) — американский профессиональный баскетболист, играющий на позиции разыгрывающего защитника.

## Карьера
Макки начал карьеру в команде Университета Коппин Стэйт. Не став выбранным на драфте НБА 2009 года, отправился в Австралию, где выступал за клуб «Вуллонгонг Хокс».
В 2010 году подписал контракт с «Минском-2006», проведя за команду в Единой лиге ВТБ 10 матчей, в среднем набирая по 14,4 очка, 5,5 подбора и 3,1 передачи.
С 2011 по 2013 годы выступал за люберецкий «Триумф».
В июле 2013 года заключил однолетний контракт с казанским клубом УНИКС.
1 августа 2014 года подписал контракт с немецким «Ольденбургом», 27 октября покинул команду и перешёл в «Хапоэль» (Иерусалим).
В октябре 2019 года пополнил ряды тунисского «Монастира», перед стартом Арабского клубного кубка чемпионов.
В январе 2021 года перешёл в белорусский клуб «Борисфен». В сезоне 2021/2022 сначала играл за кипрский АПОП Пафос, в феврале 2022 года снова перешёл в «Борисфен».
Играл в летней лиге НБА: в 2009 году за «Вашингтон Уизардс», в 2013 году за «Торонто Рэпторс».

## Достижения
- Чемпион Израиля: 2014/2015
- Чемпион Туниса: 2019/2020
- Серебряный призёр чемпионата Белоруссии: 2020/2021, 2021/2022
- Обладатель Кубка Белоруссии: 2010
- Обладатель Кубка России: 2013/2014
- Обладатель Кубка Франции: 2015/2016
- Бронзовый призёр Арабского клубного кубка чемпионов: 2019